# Montebelluna
Montebelluna é uma comuna italiana da região do Vêneto, província de Treviso, com cerca de 27.539 (2001) habitantes. Estende-se por uma área de 48.98 km², tendo uma densidade populacional de 530 hab/km². Faz fronteira com Altivole, Caerano di San Marco, Cornuda, Crocetta del Montello, Trevignano, Vedelago, Volpago del Montello.

## Demografia
| Variação demográfica do município entre 1861 e 2011                               |
|                                                                                   |
| Fonte: Istituto Nazionale di Statistica (ISTAT) - Elaboração gráfica da Wikipedia |